# Rio de Janeiros tunnelbana

Rio de Janeiros tunnelbanenät

Rio de Janeiros tunnelbana invigdes 1979 och drivs av Rio Trilhos. Tunnelbanan har ett nät på 58 kilometer spår fördelat på 3 linjer och 41 stationer genom de tätast befolkade områdena. Det går att åka mellan centrala Rio till de kända stränderna Copacabana samt Ipanema. Senaste linjen, nr 4 öppnades 2016 lagom till Olympiska spelen. 

## Stationer

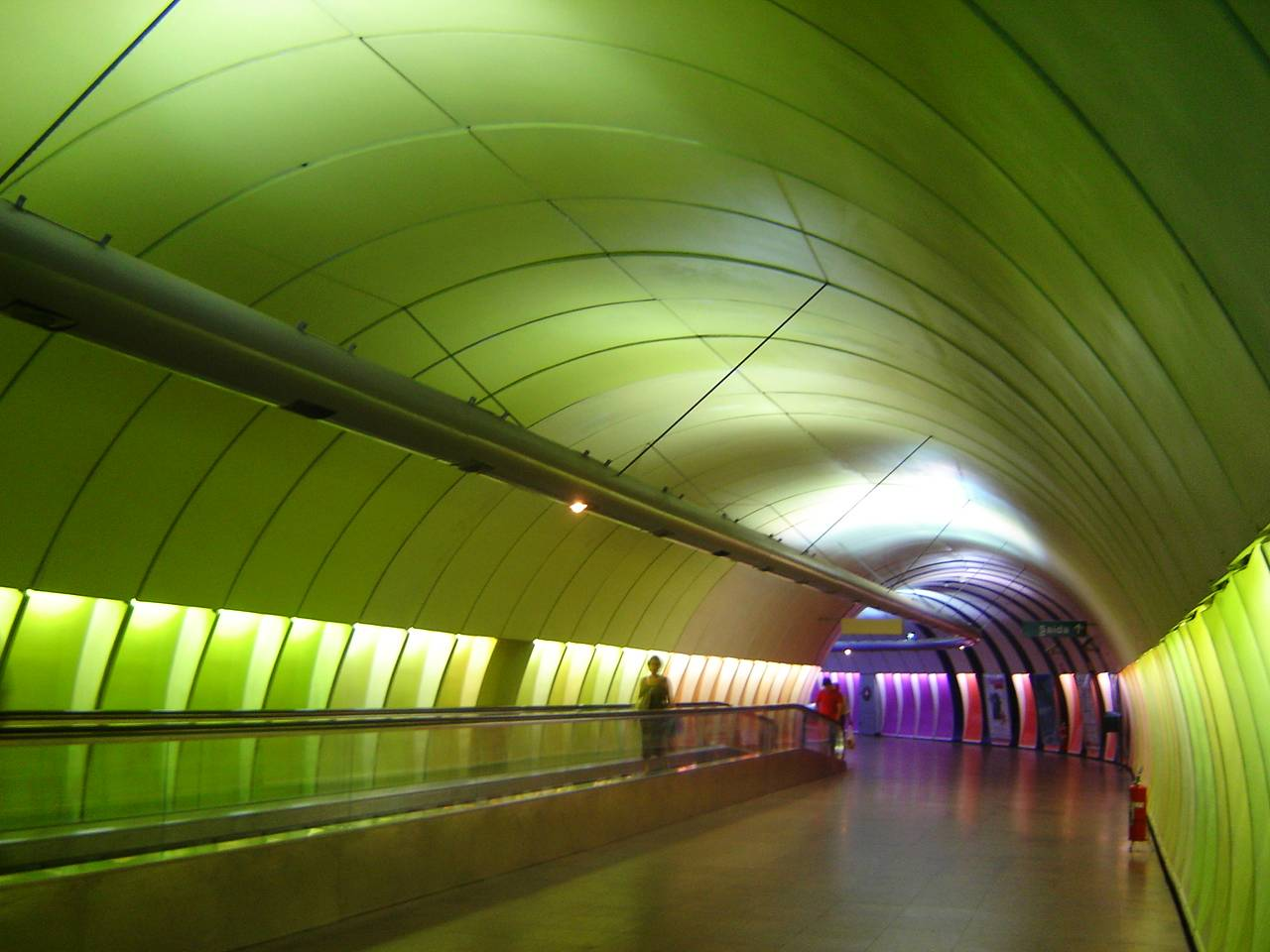
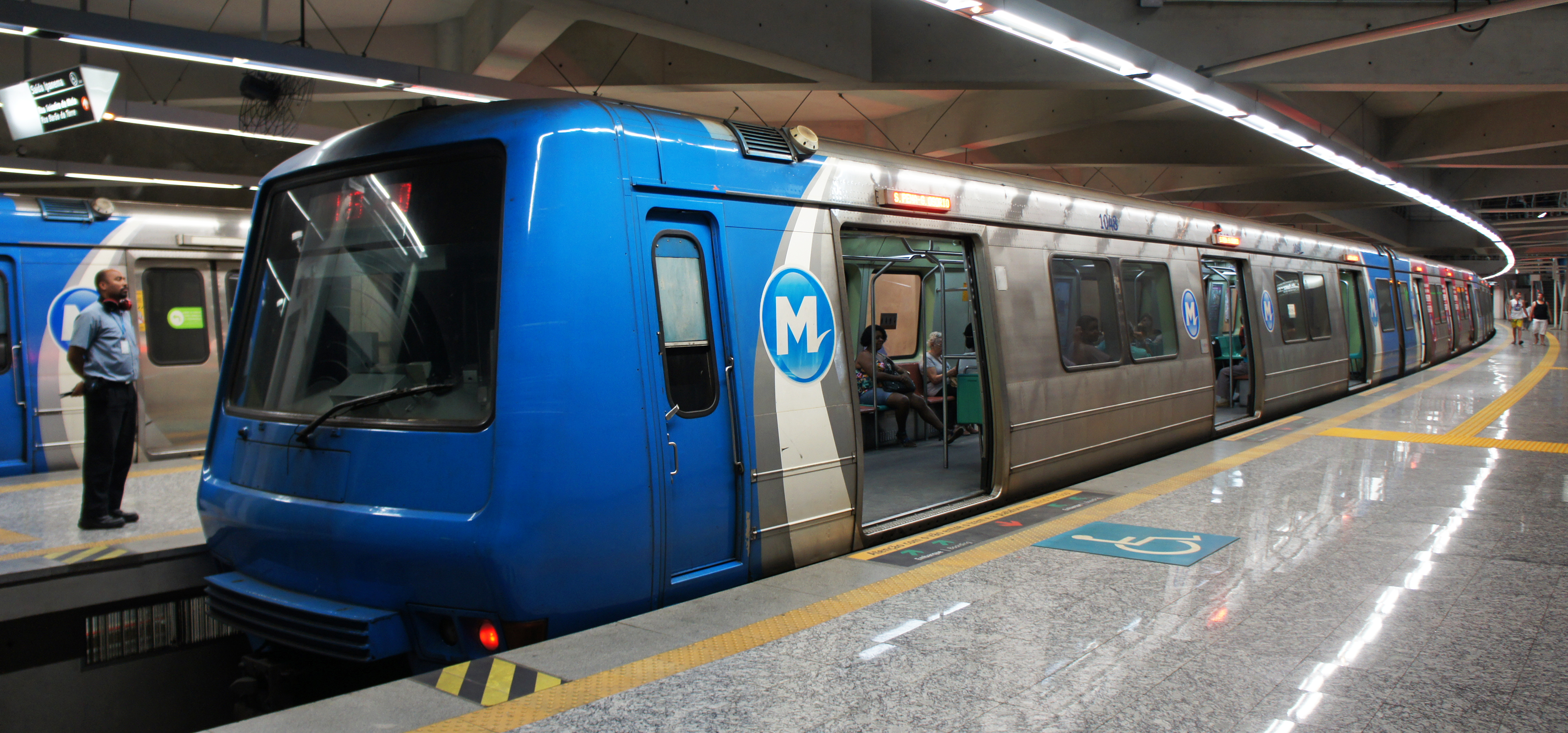
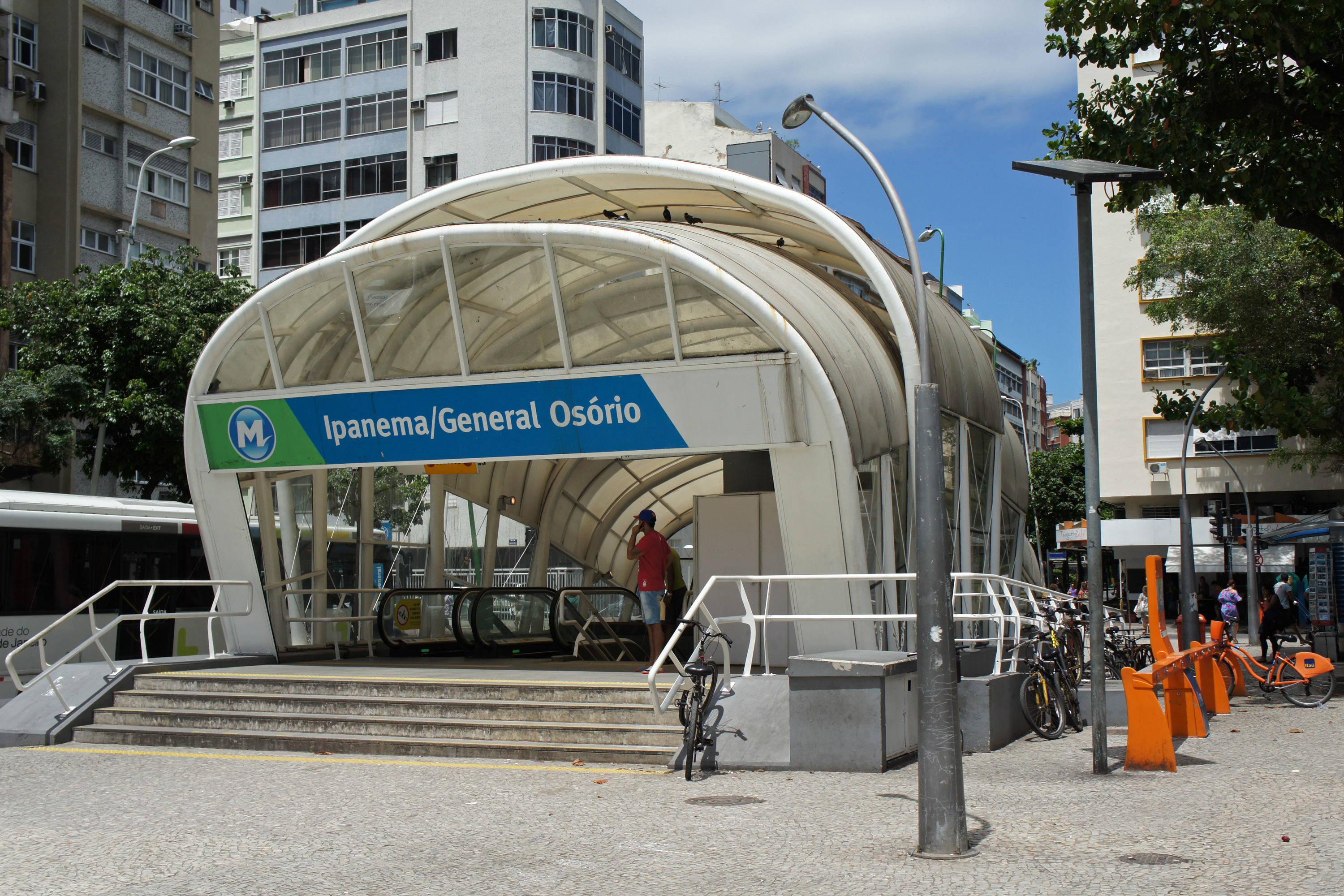
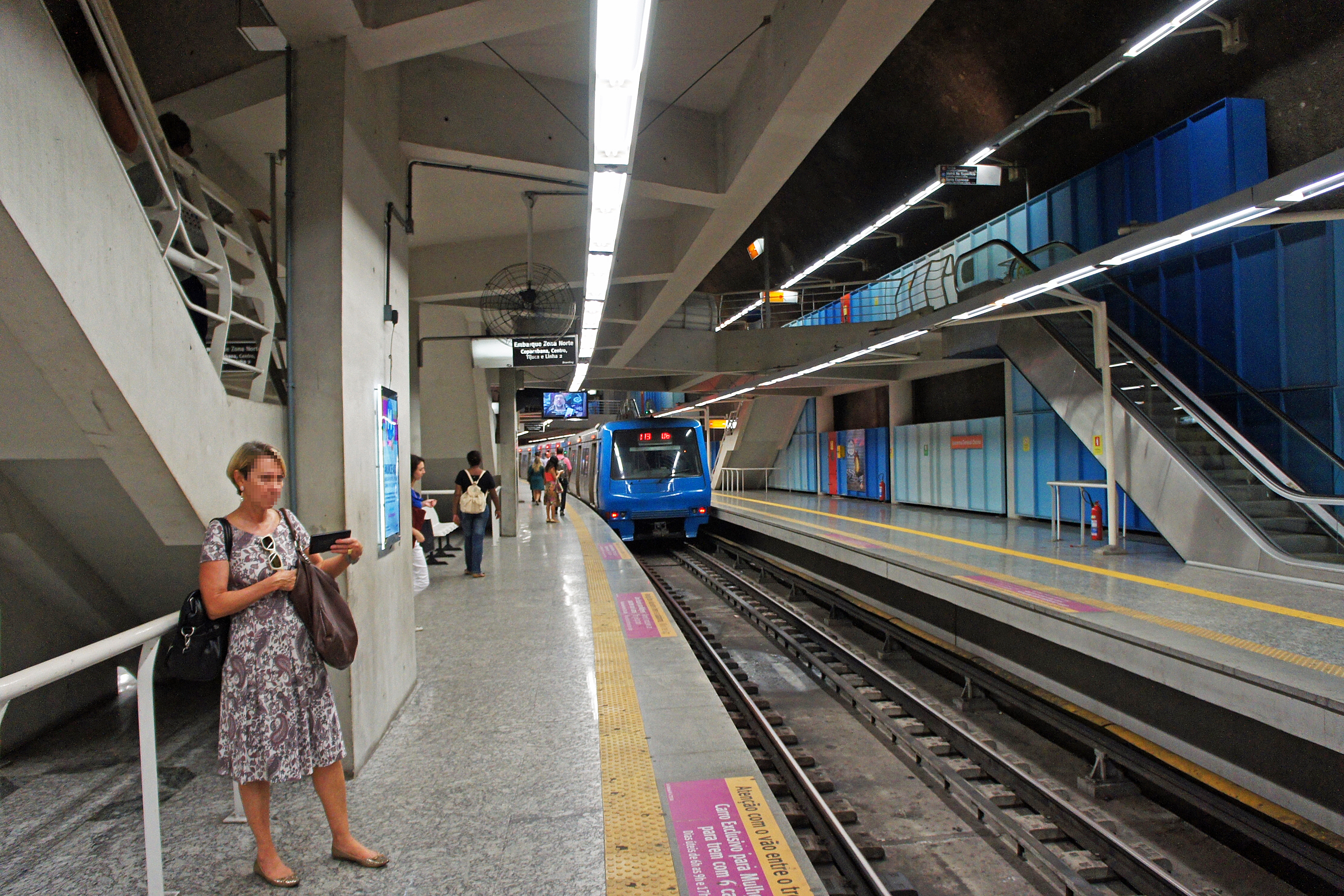

## Linjer
| Linje | Slutstationer                    | Öppnad | Längd   | Stationer |
| ----- | -------------------------------- | ------ | ------- | --------- |
| 1     | General Osório ↔ Uruguai         | 1979   | 19,0 km | 20        |
| 2     | Pavuna ↔ Botafogo                | 1981   | 24,0 km | 26        |
| 4     | General Osório ↔ Jardim Oceânico | 2016   | 16,0 km | 7         |